# Leszczyc
Leszczyc (ook: Bróg, Brożek, Brożyna, Laska, Laski, Wyszowie, Acervorum, Cerulorum) was een Poolse heraldische clan (ród herbowy) van middeleeuws Polen en later het Pools-Litouwse Gemenebest. De eerste afbeelding van het clanwapen is te herleiden naar een zegel van de kasteelvoogd Bogusza uit 1318.
De historicus Tadeusz Gajl heeft 265 Poolse Leszczyc clanfamilies geïdentificeerd.

## Variaties op het wapen Leszczyc

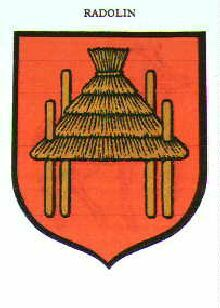
Wapen van Radolin
Wapen van Kołbiel

## Telgen
De clan bracht de volgende bekende telgen voort:
- Florian Laskary van Kościelec, bisschop
- Gerward, bisschop
- Piotr Wysz, bisschop
- Stanisław Skarszewski, staatsman

## Galerij

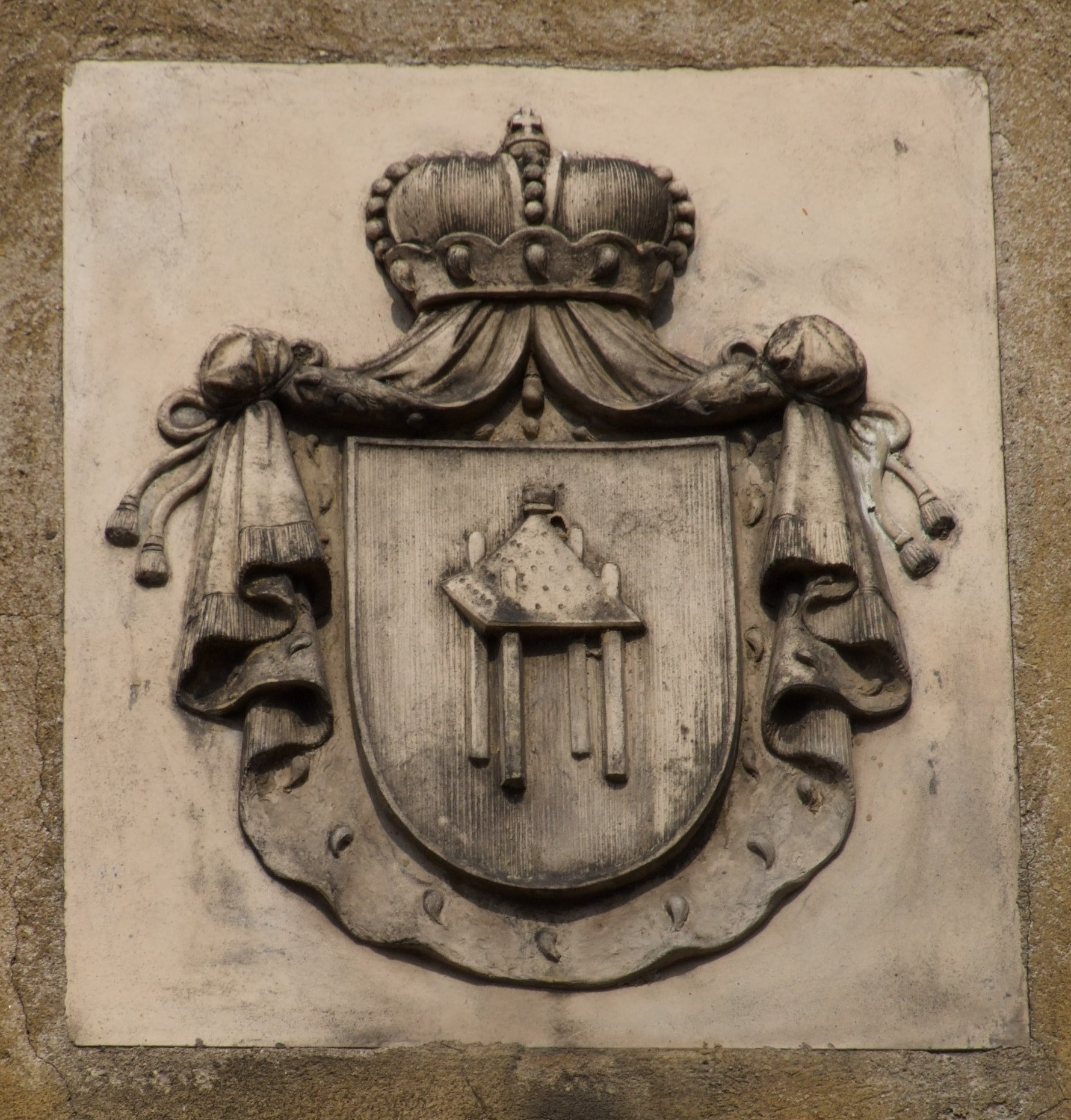